# Seminario di Castello
Il Seminario di Castello, che sorge in località Castello di Lecco ed è comunemente definito Il Seminario, è attualmente un grande fabbricato totalmente ristrutturato nel 1972, ma che si configurò originariamente come monastero di suore benedettine di Santa Maria Maddalena, aperto nel 1530, fu poi aperto come Seminario diocesano a partire dal 1795 e successivamente adibito a filanda, a partire dal 1845.

## Storia
L'edificio originario si sviluppò come monastero e sorse in località detta a San Bartolomeo o in capo alle case di Arlénico, nel luogo in cui fonti risalenti alla fine del 1200 ci riportano fosse presente una chiesetta dedicata al martire apostolo in questione, posta vicino ad un abitato ricco di vigne, plausibilmente il villaggio di Aurolinigo di Lecco.
Il monastero, agostiniano e soggetto a Sant'Ambrogio di Milano, fu costruito grazie al denaro del Medeghino, dell'arcivescovo e della stessa comunità, e già nel 1542 entrò in funzione "ad Sanctum Bartholomeum".
Nel 1566 si aggiunse alla chiesa la cappella di Santa Maria Maddalena di patronato di Teoldi e si ebbe così la formazione di una delle tipiche chiese doppie della tradizione monastica, ovvero con una parte destinata al popolo ed una alle claustrali. L'attuale parte esterna fu invece restaurata nel 1575.
Il nuovo ente acquistò un notevole prestigio con l'inaspettato arrivo di una massa inaspettata di beni, provenienti dall'incorporazione del soppresso monastero di Varenna.
Le suore, solamente una ventina nel 1603 e salite a 49 nel 1685, erano dedite alle attività di ricamo, musica e produzione di ostie per le chiese. Affittavano inoltre parecchie cascine ai contadini, un prestino, un molino sul Gerenzone e una torchiera. Ad ovest del monastero erano presenti un giardino e un prato con fontana, sostenuti da muraglioni e decorati da otto cappellette, probabilmente settecentesche, come si può oggi osservare dall'unica rimasta.
Il monastero fu soppresso nel 1784 e alcune cascine furono cedute ai Baroni e ai Valsecchi.
Si propose di tramutarlo in ospedale, cosa che avrebbe portato vantaggi sia a Lecco che alla Valsassina, copiosi entrambi di popolazione operaia. Gioachino Bovara rimise il mandato nel 1791, ma senza risultati, e fu così che il prevosto Volpi, grazie anche al sostegno del nobile Pietro Manzoni, convinse l'arcivescovo a sostenere la costruzione di un Seminario diocesano, che fu infine aperto nel 1795.
Dati i numerosi interventi effettuati sulla struttura, risulta difficile proporre datazioni certe, nonostante i tre lati del porticato, ovest, sud e est, siano già presenti nel rilievo del Pollachi che risale al 1792. Un chiostro già esisteva nel 1584 ma sappiamo per certo che nel 1714 si concludeva un ulteriore ampliamento del monastero con il prolungamento di tale chiostro verso sud, mantenendo tuttavia i moduli precedenti. Il lato di portico a nord sembra legato invece alla ristrutturazione del Seminario, così come la loggia che corre sopra il portico orientale, risalente al 1806.
Il Seminario di Castello ospitava sia seminaristi che convittori e esterni per le scuole pubbliche minori: si parla di 130 alunni nel 1811.
Sappiamo che tea le mura si formarono uomini illustri quali Carlo Cattaneo, Tommaso Grossi, Giuseppe Sirtori, Antonio Stoppani e Antonio Ghislanzoni.
Nel 1839 fu chiuso dato che vi rimase fino al 1842 un collegio privato di Vito Pellizzari. Fu nel frattempo venduto all'asta nel 1841 a Giovanni Battista Sala, interessato alle attrezzature lignee per filatoi.
Il territorio lecchese divenne per l'appunto in questo periodo il maggiore polo della regione specializzato nella produzione di seta. Le ragioni della notevole evoluzione dell'industria della serica nel Lecchese sono da ricercarsi nel precoce sviluppo conosciuto dal nostro territorio nel passaggio da lavoro domestico a industriale rispetto al resto della regione, cosa che determinò la necessità di una produzione sempre più alta rispetto a quella degli altri distretti serici lombardi.
Nel 1845 divenne per l'appunto un filatoio e fu successivamente adibito a filanda con diversi rialzi, in particolar modo sui lati lunghi. Al nucleo in questione furono in seguito aggiunti l'antico molino, una bottega ed una trafileria, mentre si ricavò una segheria per il legname negli edifici adiacenti al Seminario. Nel frattempo la Ditta Sala si avviava a diventare uno dei maggiori complessi industriali di Lecco, ed il Seminario rimase il luogo della seta, al cui interno erano impiegate ben 186 operaie per la trattura e la torcitura, dal 1893 al 1933 circa. Ma se nel 1965 le fonti ce lo presentano come il "più importante complesso architettonico del territorio", al giorno d'oggi non ci appare alla vista altro che il vasto cortile erboso porticato.
Sulla parte esterna dell'edificio monastico fu invece riaperta e ripristinata al culto nel 1869 la chiesetta di Santa Maria Maddalena, il cui campanile risale al 1845.

### Descrizione
Il fabbricato subí adattamenti a disegno da parte dell'architetto Leopoldo Pollach, che ne modificó il prospetto nel seguente modo: tre piani con bugnato e arconi al terreno, una serie di finestre centinate al terzo, quest'ultimo rialzato dai Sala per installarvi una filanda.
Dal lato che dava sulla valle la facciata presentava fenestrature più o meno regolari, più fitte nel settore sud per la presenza del filatoio Sala, mentre al centro permaneva il portale precedente datato al 1768.
Il nucleo più elegante dell'intero edificio è costituito dal grande cortile a rettangolo irregolare di una quarantina di metri, dotato di porticato ad archi a tutto sesto sopra trentuno colonne di granito su basi di dadi; le campate a crociera sono inoltre pensili e ricadono su mensole modanate.
Sopra i porticati un tempo correvano delle gallerie su cui si aprivano cameroni e celle.
La chiesetta di Santa Maria Maddalena presenta una luminosa navatella suddivisa in tre campate con volte a botte e vele, risalente probabilmente alla seconda metà del 1600 da come si evince dallo stile. La facciata, sobria e dalle partiture classicheggianti, è forse del 1713, ed esibisce un frontone con lesene e capitelli compositi in arenaria, allo stesso modo della decorazione del portale e della grande finestra mistilinea sovrastante. La cappella laterale collocata ad ovest appartiene al primo Settecento: a questo periodo sembra risalire anche la tela dell'Annunciazione, mente pare del tardo Seicento la pala dell'altare maggiore sulla quale è raffigurato san Carlo Borromeo orante il Crocifisso, proveniente per certo dalla cappella dedicata ai seminaristi e dedicata all'Addolorata e a san Carlo Borromeo.
Il presbiterio ospita poi due piccole tele settecentesche, tondi di vescovi e affreschi riportati dal convento di San Giacomo. In una nicchia della parete della navata è infine posto un Crocifisso scolpito sempre risalente al 1700, originariamente collocato nella cappella laterale.